# Jean van der Meulen
Jean van der Meulen, latinisiert Johannes Molinaeus (Gandensis), (* 1525 in Gent; † 1575 in Löwen) war ein flämischer Kanonist und Universitätsprofessor des 16. Jahrhunderts. 
Er studierte 1541 bis 1545 in Löwen Philosophie, Kanonistik und römisches Recht und wurde für seine außerordentliche Beherrschung der alten Sprachen bekannt. König Philipp II. berief ihn 1557 auf den Lehrstuhl für kirchliches Recht an der Universität Löwen, deren Rektor er im folgenden Jahr wurde. Molinaeus erhielt mehrere gut dotierte Pfründen, unter anderem als Domherr (und später Dekan) von St. Peter und Dekan von St. Jakob in Löwen sowie St. Peter in Cassel.  
Im Rahmen der Neugliederung der niederländischen Bistümer ab 1559 widersetzte sich Molinaeus nachdrücklich diesen Plänen Philipps II. Brabant nominierte ihn als Vertreter in Rom, um die Pläne noch zu stoppen, zog seinen Widerstand dann aber zurück. Molinaeus reiste 1574 dennoch nach Rom und scheint dort an der Kurie gegen die inzwischen erfolgte Neuordnung opponiert und dabei versucht zu haben, die Bischöfe negativ darzustellen. In seiner Heimat wurde ihm dies als Verleumdung angelastet, weshalb er sich 1575 vor einer Synode verantworten musste. Kurz darauf wurde er als geisteskrank in das Kloster Cellebroers verbracht, wo er 1575 starb, nachdem er die Nahrung verweigert haben soll. 
Im Jahr 1561 publizierte Molinaeus die editio princeps des Decretum des Ivo von Chartres, eine kanonische Sammlung des späten 11. Jahrhunderts. In der ausführlichen Einleitung stellt er das Decretum, das zuvor unter Kanonisten nicht besonders bekannt war, als ein wohlgeordnetes und wichtiges Werk vor; ausdrücklich bezeichnet er es als besser strukturiert als das Decretum Gratiani.

## Schriften
- Decretum D. Iuonis episcopi Carnutensis septem ac decem tomis siue partibus constans, scriptum quidem ante annos quadringentos quinquaginta, sed antehac nunquam in lucem aeditum, nunc autem primùm diuulgatur cura ac studio Io. Molinaei Gandensis, Gravius, Löwen 1561 (Digitalisat)